# Ludovic Slimak
Ludovic Slimak, né le 11 janvier 1973, est un « archéologue et penseur », chargé de recherche au Centre national de la recherche scientifique (CNRS) au Centre d’anthropobiologie et de génomique de Toulouse, préhistorien, spécialiste des sociétés néandertaliennes.

## Biographie
Ludovic Slimak est né le 11 janvier 1973.
Il soutient sa thèse de doctorat en préhistoire, intitulée Les dernières expressions du moustérien entre Loire et Rhône, sous la direction de Robert Chenorkian, en 2004 à l'université de Provence Aix-Marseille I.
Depuis 30 ans Ludovic Slimak fouille des sites néandertaliens en Europe. Il est aujourd'hui chercheur du CNRS au Centre d'anthropobiologie et de génomique de Toulouse.
De 2022 à 2024, il publie aux éditions Odile Jacob une trilogie de livres destinés au grand public dans lesquels il revient sur ses travaux archéologiques ainsi que ses expériences de chercheurs : Néandertal Nu, Le dernier Néandertalien, Sapiens Nu.

## Travaux

### Byzovaïa
Le site préhistorique de Byzovaïa se trouve dans la république des Komis, dans le Nord de la Russie d'Europe, près du cercle polaire. Il a livré dans les années 2000 des outils lithiques typiques du Moustérien et des restes fossiles de grands mammifères dépecés par des humains. Ludovic Slimak, qui a fouillé le site avec une équipe internationale, le date de 29 000 ans avant le présent (AP). Il s'agirait du site moustérien à la fois le plus tardif et le plus septentrional découvert à ce jour (plus de 1 000 km au nord des précédents sites moustériens les plus septentrionaux connus).
Les découvertes de Byzovaïa pourraient remettre en cause la date d'extinction de l'Homme de Néandertal. En effet, la culture moustérienne est considérée comme caractéristique de cette espèce en Europe et celle-ci est supposée avoir disparu vers 38 000 ans AP, soit plus de 8 000 ans avant la date d'occupation du site de Byzovaïa. Toutefois, l'absence de fossiles humains sur le site ne permet pas de le rattacher de façon assurée à une espèce déterminée.

### Grotte Mandrin
Depuis 1991 Ludovic Slimak dirige les fouilles de la grotte Mandrin, dans la Drôme.
Lui et son équipe y ont découvert en 2015 les restes d'un Néandertalien nommé Thorin (en hommage au personnage du même nom créé par J. R. R. Tolkien). Ludovic Slimak estime son ancienneté à 42 000 ans, bien qu'il soit difficile d'évaluer son âge et la population à laquelle il appartient du fait des résultats contradictoires des différentes techniques de datation.
Ils y ont également découvert des restes d'objets artisanaux fabriqués par des Homo sapiens qui leur ont permis d'estimer l'arrivée de notre espèce sur le sol européen il y a 54 000 ans, soit 12 000 ans plus tôt que les estimations d'alors.
L'étude des suies de la grotte Mandrin ont permis à Ludovic Slimak et ses collègues scientifiques de montrer que l'Homme de Néandertal et l'Homme moderne s'y sont succédé à un an maximum d'intervalle, et auraient donc pu se croiser.,

## Publications

### Ouvrages
- (directeur), Artisanats et territoires des chasseurs moustériens de Champ Grand, Aix-en-Provence, MMSH, coll. « artisanats & territoires », 2008, 432 p..
- Néandertal nu : comprendre la créature humaine, Odile Jacob, 2022, 240 p., 22 cm (ISBN 978-2-7381-5723-2).
- Le Dernier Néandertalien : comprendre comment meurent les hommes, Odile Jacob, 2023, 293 p., 22 cm (ISBN 978-2-4150-0492-7).
- avec Jean-Michel Geneste et Boris Valentin, « L'esprit dans la matière. Penser Néandertal, penser Sapiens. Entretien avec Ludovic Slimak », dans Préhistoire. Nouvelles frontières, Péronnas, Éditions de la Maison des Sciences de l'Homme, 2023 (ISBN 978-2-7351-2904-1), p. 113-121.
- Sapiens nu : le premier âge du rêve, Odile Jacob, 2024, 352 p. (EAN 9782415009397).
- Néandertal de vous à moi. Enseignements de la Grotte Mandrin sur la dernière extinction de l'humanité. MMSH. Artisanats &Territoires, pp.200, 2019, Artisanats & Territoires, Ludovic Slimak, 978-2-9529587-2-1. ⟨hal-04096664⟩

### Articles
- (en) avec : A. Defleur, T. White, P. Valensi, E. Crégut-Bonnoure, « Neanderthal cannibalism at Moula-Guercy, Ardèche, France » [« Cannibalisme néandertalien à Moula-Guercy, Ardèche, France »], Science, vol. 286,‎ 1999, p. 128-131 (résumé).
- « Mise en évidence d'une composante laminaire et lamellaire dans un complexe moustérien du Sud de la France », Paléo, Revue d'Archéologie Préhistorique, no 11,‎ 1999, p. 89-109 (lire en ligne).
- « Pour une individualisation des Moustériens de type Quina dans le quart Sud-Est de la France ? : La Baume Néron (Soyons, Ardèche) et le Champ Grand (Saint-Maurice-sur-Loire, Loire), premières données », Bulletin de la Société préhistorique française, nos 96-2,‎ 1999, p. 133-144 (lire en ligne).
- avec Pascale Yvorra, « Grotte Mandrin à Malataverne (Drôme). Premiers éléments pour une analyse spatiale des vestiges en contexte moustérien », Bulletin de la Société préhistorique française, nos 98-2,‎ 2001, p. 189-205 (lire en ligne).
- avec Christophe Gilabert, Jean-Louis Guendon, Cyril Montoya, Vincent Ollivier et Stéphane Renault, « La Combe Joubert (Céreste, Alpes-de-Haute-Provence) : apports archéologiques et géologiques d'une fouille paléolithique en Lubéron », Courrier scientifique du Parc naturel régional du Lubéron et de la réserve de biosphère Luberon-Lure,‎ 2001 (ISSN 1283-6915, e-ISSN 2492-2447, lire en ligne).
- « La grotte du Figuier (Ardèche, France), considérations critiques face à l'analyse d'un complexe du Moustérien », Bulletin de la Société préhistorique française, no 9ç-3,‎ 2002, p. 453-460 (lire en ligne).
- avec Damase Mouralis, Jean-François Pastre, Catherine Kuzucuoglu, Ahmet Türkecan, Yelda Atici, Hervé Guillou et Stéphane Kunesch, « Couverture fascicule Les complexes volcaniques Rhyolithiques quaternaires d'Anatolie centrale (Göllü Dag et Acigöl, Turquie) : Genèse, instabilité, contraintes environnementales », Quaternaire, nos 13-3-4,‎ 2002, p. 219-228 (lire en ligne).
- « Implantations humaines et exploitation des obsidiennes en Anatolie centrale durant le Pléistocène », Paléorient, nos 30-2,‎ 2004, p. 7-20 (lire en ligne).
- « Moustériens Quina rhodaniens et Quina classiques dans le Sud-Est de la France », Actes des congrès nationaux des sociétés historiques et scientifiques, nos 126-9,‎ 2005, p. 95-113 (lire en ligne).
- « Les dernières expressions du Moustérien entre Loire et Rhône », Bulletin de la Société préhistorique française, nos 103-3,‎ 2006, p. 614-617 (lire en ligne).
- avec S. Kygb, N. Balkan-Atli, D. Blinder, B. Dinçer, « Kaletepe (dere 3). Recherches sur les premiers peuplements d'Anatolie. La campagne de 2005 », Anatolia antiqua. Eski Anadolu, no 14,‎ 2006, p. 179-187 (lire en ligne).
- (Présenté par Yves Coppens), « Le Néronien et la structure historique du basculement du Paléolithique moyen au Paléolithique supérieur en France méditerranéenne », Comptes Rendus Palevol (nl), vol. 6, no 4,‎ 2007, p. 301-309 (lire en ligne).
- « Couverture collection Circulations de matériaux très exotiques au Paléolithique moyen, une notion de détail », Bulletin de la Société préhistorique française, nos 105-2,‎ 2008, p. 267-281 (lire en ligne).
- avec Hugues Plisson, « La sépulture paléolithique de l’enfant du Figuier (Ardèche, France) : Emboîtement d’une symbolique funéraire », Préhistoires méditerranéennes, no 14 « La valeur fonctionnelle des objets sépulcraux »,‎ 2008 (lire en ligne [sur journals.openedition.org]).
- « Couverture collection Sur un point de vue heuristique concernant la production et la transformation de support au Paléolithique moyen », Gallia Préhistoire, no 50,‎ 2008, p. 1-22 (lire en ligne).
- « Droit de réponse au compte-rendu de Sylvain Soriano "Slimak L. dir. (2008) – Artisanats et territoires des chasseurs moustériens de Champ Grand, Aix-en-Provence, MMSH (artisanats & territoires, 1)", in: Bulletin de la Société Préhistorique française volume 107, numéro 3, 2010, pp. 601-603 », Bulletin de la Société préhistorique française, nos 107-3,‎ 2010, p. 603-604 (lire en ligne).
- (en) avec John Inge Svendsen, Jan Mangerud, Hugues Plisson, Herbjørn Presthus Heggen, Alexis Brugère, Pavel Yurievich Pavlov, « Late Mousterian Persistence near the Arctic Circle », Science, vol. 332, no 6031,‎ 13 mai 2011, p. 841-845 (lire en ligne).
- (en) avec Jan Fietzke, Jean-Michel Geneste, Roberto Otanon, « Comment on U-th dating of carbonate crusts reveal Neandertal origin of Iberian cave art », Science (revue), no 361,‎ 21 septembre 2018 (DOI doi.org/10.1126/science.aau1371).
- avec : Jan Fietzke, Jean-Michel Geneste, Roberto Otanon, « Néandertal, l'homme qui oublia de peindre les grottes ? », Archéologia, no 570,‎ novembre 2018, p. 4-5.
- (en) et al., « Modern human incursion into Neanderthal territories 54,000 years ago at Mandrin, France », Science Advances, vol. 8, no 6,‎ 9 février 2022 (DOI DOI:10.1126/sciadv.abj9496, lire en ligne).
- (en) « The three waves: Rethinking the structure of the first Upper Paleolithic in Western Eurasia », PLOS One,‎ 3 mai 2023 (DOI doi.org/10.1371/journal.pone.0277444).

### Émissions de télévision et de radio, vidéos
- avec Vincent Charpentier, « Chasseur de néandertaliens », sur France Culture, Carbone 14 à 19:30/29:33, 15 janvier 2022.
- avec Vincent Charpentier, « Il y a 54 000 ans arrivait Homo Sapiens en France dans la grotte Mandrin (Drôme) », sur France Culture : Carbone 14, le magazine de l'archéologie, 19 février 2022.
- Dominique Pépin, Matthieu Rénier, Pascal Crapoulet et Laura Bleuzen, « Histoire : Ludovic Slimak a enquêté sur les causes de la disparition de l'homme de Néandertal » , sur France Info, 18 mai 2022 (consulté le 24 octobre 2024)
- Pascal Cuissot, « Thorin, le dernier Néandertalien » [vidéo], sur Arte, 5 octobre 2024 (consulté le 24 octobre 2024)
- Benjamin Brillaud, « Quelle créature est donc Néandertal ? - Entretien avec Ludovic Slimak »  [vidéo], 12 juillet 2022 (consulté le 24 octobre 2024)